# عبد الله بها
عبد الله بها (مواليد 1954، إفران الأطلس الصغير، كلميم - توفي 7 ديسمبر 2014 / 15 صفر 1436 هـ، بوزنيقة) مهندس زراعي وسياسي إسلامي مغربي، تم تعيينه وزير دولة في حكومة بنكيران منذ 3 يناير 2012 إلى غاية وفاته في حادثة سكّة.

## مسيرته
ولد عبد الله بها في وسط أسرة سوسية سنة 1954 بمنطقة جماعة إفران الأطلس الصغير بإقليم كلميم، بدأ دراسته الابتدائية بمجموعة مدارس إفران، وحصل على شهادة الباكالوريا في العلوم الرياضية سنة 1975 بثانوية يوسف بن تاشفين بأكادير، وبعد ذلك تابع تكوينه العالي بمعهد الحسن الثاني للزراعة والبيطرة، حصل بعدها على دبلوم مهندس تطبيق في التكنولوجيا الغذائية سنة 1979.

### مسيرته المهنية
شغل منصب مهندس باحث بالمعهد الوطني للبحث الزراعي بالرباط سنة 1979، وكاتب عام لصندوق الأعمال الاجتماعية للبحث الزراعي، وعضو مكتب جمعية مهندسي البحث الزراعي سنة 1987، واشتغل استاذا بالمعهد ذاته منذ تخرجه إلى غاية سنة 2002.

### مسيرته السياسية
سنة 2007 شغل منصب نائب رئيس مجلس النواب، ونائب الأمين العام لحزب العدالة والتنمية منذ سنة 2004، ورئيس فريق العدالة والتنمية بمجلس النواب بين 2003 و 2006، ورئيس لجنة العدل والتشريع وحقوق الإنسان بمجلس النواب بين 2002 و 2003.
كما تقلد منصب نائب برلماني عن دائرة الرباط شالة (2002-2011)، وعضو المكتب التنفيذي لحركة التوحيد والإصلاح.
في 7 ديسمبر 2014 تسبب قطار سريع للمكتب الوطني للسكك الحديديّة في وفاة عبد الله بها على بعد كيلومترات من بوزنيقة. عندما كان يتفقد المكان الذي توفي به أحمد الزايدي.

## المناصب التي اعتلاها
شغل منصب رئيس تحرير سابق لجريدتي «الإصلاح» و«الراية»، ونائب مدير نشر سابق ليومية «التجديد». من بين مؤلفاته كتاب «سبيل الإصلاح».

## وفاته
في 7 ديسمبر 2014 تسبب قطار سريع للمكتب الوطني للسكك الحديديّة في وفاة عبد الله بها على بعد كيلومترات من بوزنيقة.
 عندما كان يتفقّد المكان الذي توفي فيه أحمد الزيدي .